# M21 (astronomia)
M 21 (noto anche come NGC 6531) è un ammasso aperto situato nella costellazione del Sagittario e scoperto il 5 giugno 1764 da Charles Messier.

## Osservazione

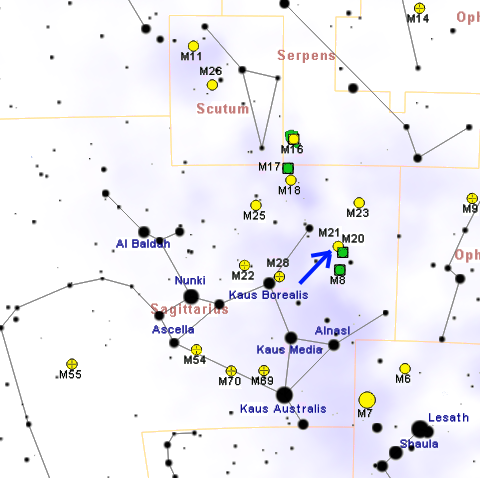
Mappa per individuare M21.

M21 si individua pochi primi d'arco a nord-est della Nebulosa Trifida (M20), a circa 2° di separazione in direzione sud-ovest dalla stella μ Sagittarii; è visibile anche con un binocolo come un 10x50, anche se le sue componenti sono difficili da scindere. Un telescopio da 114mm è invece in grado di mostrare diverse stelle a partire dalla decima magnitudine; con un 200mm l'ammasso è risolto completamente e le aree periferiche si mostrano molto irregolari.
M21 può essere osservato con discreta facilità da gran parte delle aree popolate della Terra, grazie al fatto che è situata a una declinazione non eccessivamente australe: in alcune aree del Nord Europa e del Canada, nei pressi del circolo polare artico, la sua visibilità è comunque impossibile, mentre nell'Europa centrale appare molto basso; dall'emisfero sud la nebulosa è ben visibile alto nelle notti dell'inverno australe e all'altezza del Tropico del Capricorno può vedersi quasi perfettamente allo zenit. Il periodo migliore per la sua osservazione nel cielo serale è quello compreso fra giugno e ottobre.
La nebulosa si trova a breve distanza dall'eclittica (circa un grado) e perciò non sono infrequenti i casi di occultazione da parte dei vari corpi del sistema solare.

## Storia delle osservazioni
L'ammasso M21 fu scoperto da Charles Messier nel 1764 mentre era a caccia di comete: lo descrisse come un piccolo ammasso di stelle e lo inserì nel suo catalogo; William Herschel non fornì indicazioni su quest'oggetto, come neppure il figlio John, che osservò il cielo dal Capo di Buona Speranza. L'ammiraglio Smyth descrisse M21 come un ammasso situato in un campo ricchissimo di stelle.

## Caratteristiche
L'ammasso aperto ha una concentrazione centrale di stelle notevole per questo tipo di oggetto, essendo la distanza fra le stelle vicina all'anno luce.
Una sessantina di stelle appartengono all'ammasso; le stelle più brillanti (magnitudine 8) sono di tipo BO e quindi molto giovani: l'età dell'ammasso è stimata in meno di 5 milioni di anni. La distanza dell'ammasso varia molto a seconda delle stime, ma si attesta sui 4.000 anni luce.

### Libri
- (EN) Stephen James O'Meara, Deep Sky Companions: The Messier Objects, Cambridge University Press, 1998, ISBN 0-521-55332-6.

### Carte celesti
- Toshimi Taki, Taki's 8.5 Magnitude Star Atlas, su geocities.jp, 2005. URL consultato il 7 novembre 2010 (archiviato dall'url originale il 5 novembre 2018). - Atlante celeste liberamente scaricabile in formato PDF.
- Tirion, Rappaport, Lovi, Uranometria 2000.0 - Volume II - The Southern Hemisphere to +6°, Richmond, Virginia, USA, Willmann-Bell, inc., 1987, ISBN 0-943396-15-8.
- Tirion, Sinnott, Sky Atlas 2000.0 - Second Edition, Cambridge, USA, Cambridge University Press, 1998, ISBN 0-933346-90-5.
- Tirion, The Cambridge Star Atlas 2000.0, 3ª ed., Cambridge, USA, Cambridge University Press, 2001, ISBN 0-521-80084-6.